# Attaque à la voiture de Mannheim en 2025
Le 3 mars 2025, une voiture a foncé dans la foule sur Paradeplatz (Mannheim) (de), une zone piétonne populaire à Mannheim, Bade-Wurtemberg, Allemagne. La collision a fait deux morts et 14 blessés. Le conducteur, Alexander Scheuermann, âgé de 40 ans, a pris la fuite mais a été appréhendé par la police,,.

## Contexte
L'Allemagne célébrait le "Rosenmontag" (Lundi des Roses), un carnaval qui se déroule avant le Mercredi des Cendres et le début du Carême.
Cette attaque s'inscrit dans un contexte particulièrement tendu et chargé, dans les 3 derniers mois on décompte 2 attaques à la voiture-bélier dans le pays, notamment l'Attentat du marché de Noël de Magdebourg, qui suscita de nombreux débat dans contexte de futures élections fédérales,.

## Déroulement
L'incident a eu lieu à 12h14 heure locale (11h14 GMT),,. Des images de surveillance ont montré une Ford Fiesta noire effectuant un virage depuis le périphérique du centre-ville vers une allée commerçante, accélérant à au moins 60 km/h. Le véhicule a percuté un groupe de personnes assises sur un banc à l'intérieur de la zone piétonne de Paradeplatz (Mannheim) (de), renversant plusieurs d'entre eux,. Des témoins oculaires ont rapporté une scène chaotique, avec plusieurs victimes gisant au sol,,. La cheffe de la police de Mannheim, Ulrike Schäfer, se trouvait sur la place et a déclaré avoir vu une personne projetée à 50 mètres du lieu de l'impact.
Alors que la voiture continuait de rouler dans le centre-ville, Afzal Muhammad, un chauffeur de taxi hors service qui avait été témoin de la collision, a suivi la voiture. L'action du chauffeur de taxi a freiné l'assaillant et a permis de sauver des vies,.

## Victimes
Deux personnes, une femme de 83 ans et un homme de 54 ans, ont été tuées. La police régionale du Bade-Wurtemberg relève 11 blessés, dont cinq grièvement chiffre révu à la hausse à 14 le 5 mars,. Dix d'entre eux étaient des habitants de Mannheim tandis que les quatre autres étaient originaires de Ludwigshafen, la vile d'origine de l'assaillant . Ils étaient âgés de 2 à 62 ans.

## Accusé
Le suspect a été identifié comme étant Alexander Scheuermann, citoyen allemand âgé de 40 ans, originaire de la ville voisine de Ludwigshafen. Scheuermann n'a fourni aucune information aux autorités sur l'attaque. La police a saisi une arme à feu, des documents écrits et des supports de données numériques, qui ont été conservés pour analyse. Scheuermann n'avait pas de permis pour le pistolet à blanc utilisé lors de l'attaque au moment de l'incident. Une note manuscrite a été retrouvée collée sur le tableau de bord, contenant des rappels pour la distinction gauche-droite et des « formules mathématiques pour la distance de réaction, la distance de freinage et la distance d'arrêt »,. En raison de la blessure auto-infligée à la bouche, il a été emmené à l'hôpital pour y être soigné et placé en garde à vue le lendemain. L'interrogatoire fut reporté jusqu'à ce que Scheuermann soit à nouveau capable de parler,.
Scheuermann suivait un traitement psychiatrique depuis plusieurs années, le dernier en août 2024, après avoir dit à une réceptionniste d'hôpital qu'il voulait s'immoler par le feu,. Selon le procureur Romeo Schüssler, le suspect avait déjà été condamné pour agression, conduite en état d'ivresse et discours de haine entre 2008 et 2018,. En décembre 2009, Scheuermann a attaqué une femme avec une arme à électrochocs après l'avoir attirée dans sa voiture à Altenkirchen. Cela n'a pas abouti à une peine d'emprisonnement en raison d'une « responsabilité pénale considérablement réduite », mais a contribué plus tard à une peine de trois mois à la suite d'une arrestation en septembre 2010, pour port d'un pistolet à gaz sans permis dans la cour d'un établissement scolaire à Ladenburg. Scheuermann a été lié au « Ring Bund », un groupe de trafic d'armes néonazi basé en Bavière et associé au mouvement Reichsbürger, qui a été démantelé en 2022,,. La police enquête sur des liens potentiels avec le mouvement d'extrême droite allemand après la diffusion d'images de Scheuermann participant à une marche de protestation du NPD en octobre 2018,,,.

## Réactions
Dans la soirée du 3 mars 2025, la ministre fédérale de l'Intérieur Nancy Faeser (SPD), le Premier ministre du Bade-Wurtemberg Winfried Kretschmann (les Verts), le ministre d'État de l'Intérieur Thomas Strobl (CDU) et le maire de Mannheim Christian Specht (de) (CDU) ont exprimé leur consternation à Mannheim,.
La Première ministre italienne Giorgia Meloni et le président français Emmanuel Macron ont présenté leurs condoléances.
Tout au long de la semaine, les autorités de l'État ont déployé 55 conseillers pastoraux (Seelsorger (de)) de diverses religions pour les citoyens de Mannheim,. Au début de la semaine suivante, le Bade-Wurtemberg a prolongé le programme en raison d'une forte utilisation,. Le 10 mars, une cérémonie commémorative œcuménique et interreligieuse a eu lieu à Paradeplatz,,.